# Сенинские Дворики
Сенинские Дворики — деревня в Ковровском районе Владимирской области России, входит в состав Новосельского сельского поселения.

## География
Деревня расположена в 13 км на юг от центра поселения посёлка Новый и в 16 км на юг от райцентра города Ковров на автодороге М-7 «Волга».

## История
В XIX — первой четверти XX века деревня входила в состав Великовской волости Ковровского уезда, с 1926 года — в составе Клюшниковской волости. В 1859 году в деревне числилось 4 дворов, в 1905 году — 12 дворов, в 1926 году — 20 дворов.
С 1929 года деревня входила в состав Сенинского сельсовета Ковровского района, с 1940 года — в составе Крутовского сельсовета, с 2005 года — в составе Новосельского сельского поселения.

## Население
| 1859 | 1905 | 1926 | 2002 | 2010 | 2021 |
| ---- | ---- | ---- | ---- | ---- | ---- |
| 23   | ↗161 | ↘101 | ↘45  | ↘28  | ↘18  |